# Spółgłoska ingresywna
Spółgłoska ingresywna, zw. także wdechową – spółgłoska, w której konieczny do artykulacji prąd powietrza jest generowany przez wdech. Jedynym znanym przykładem jest jedna spółgłoska szczelinowa boczna w sztucznym rytualnym języku damin używanym przez plemiona australijskich Aborygenów.